# Euseius parcidentatus
Euseius parcidentatus är en spindeldjursart som först beskrevs av Zannou, Moraes och Hanna 2002.  Euseius parcidentatus ingår i släktet Euseius och familjen Phytoseiidae. Inga underarter finns listade i Catalogue of Life.